# 19818 Shotwell
19818 Shotwell este un asteroid din centura principală de asteroizi.

## Descriere
19818 Shotwell este un asteroid din centura principală de asteroizi. A fost descoperit pe 24 septembrie 2000 la Socorro, New Mexico, în cadrul proiectului LINEAR. Asteroidul prezintă o orbită caracterizată de o semiaxă mare de 2,36 ua, o excentricitate de 0,17 și o înclinație de 8,8° în raport cu ecliptica.